# هربيط
قرية هربيط هي إحدى القرى التابعة لمركز أبو كبير في محافظة الشرقية في جمهورية مصر العربية. حسب إحصاءات سنة 2006، بلغ إجمالي السكان في هربيط 21810 نسمة، منهم 11298 رجل و10512 امرأة.

## التاريخ
قرية هربيط من القرى القديمة، واسمها الأصلي وقت الفتح الإسلامي لمصر «فربيط» (بالإنجليزية: Pharbaite)‏، ثم صارت هربيط قاعدة كورة في بداية العصر الإسلامي تُدعى «كورة قربيط»، حيث زعم محمد رمزي أنها تحريف لاسمها القبطي «فربيط»، التي تغيّر اسمها في الروك الصلاحي إلى هربيط. وقد وردت باسم «هربيط» في أعمال الشرقية ضمن قرى الروك الصلاحي التي أحصاها ابن مماتي في كتاب قوانين الدواوين. كما وردت باسم «هُربيط» في أعمال الشرقية ضمن قرى الروك الناصري التي أحصاها ابن الجيعان في كتاب «التحفة السنية بأسماء البلاد المصرية». وفي العصر العثماني، ورد اسم «هربيط» ضمن قرى ولاية الشرقية في التربيع العثماني الذي جرى في بداية العصر العثماني في مصر، وفي تاريخ 1228هـ/1813م الذي عدّ قرى مصر بعد المسح الذي قام به محمد علي باشا ورد اسم «هربيط» ضمن قرى مديرية الشرقية.